# Dryocalamus nympha
Dryocalamus nympha är en ormart som beskrevs av Daudin 1803. Dryocalamus nympha ingår i släktet Dryocalamus och familjen snokar. Inga underarter finns listade i Catalogue of Life.
Enligt Reptile Database bör arten flyttas till släktet Lycodon.
Arten förekommer i södra Indien och i Sri Lanka. Honor lägger ägg.